# Đảng Dân chủ Lập hiến (Nhật Bản)

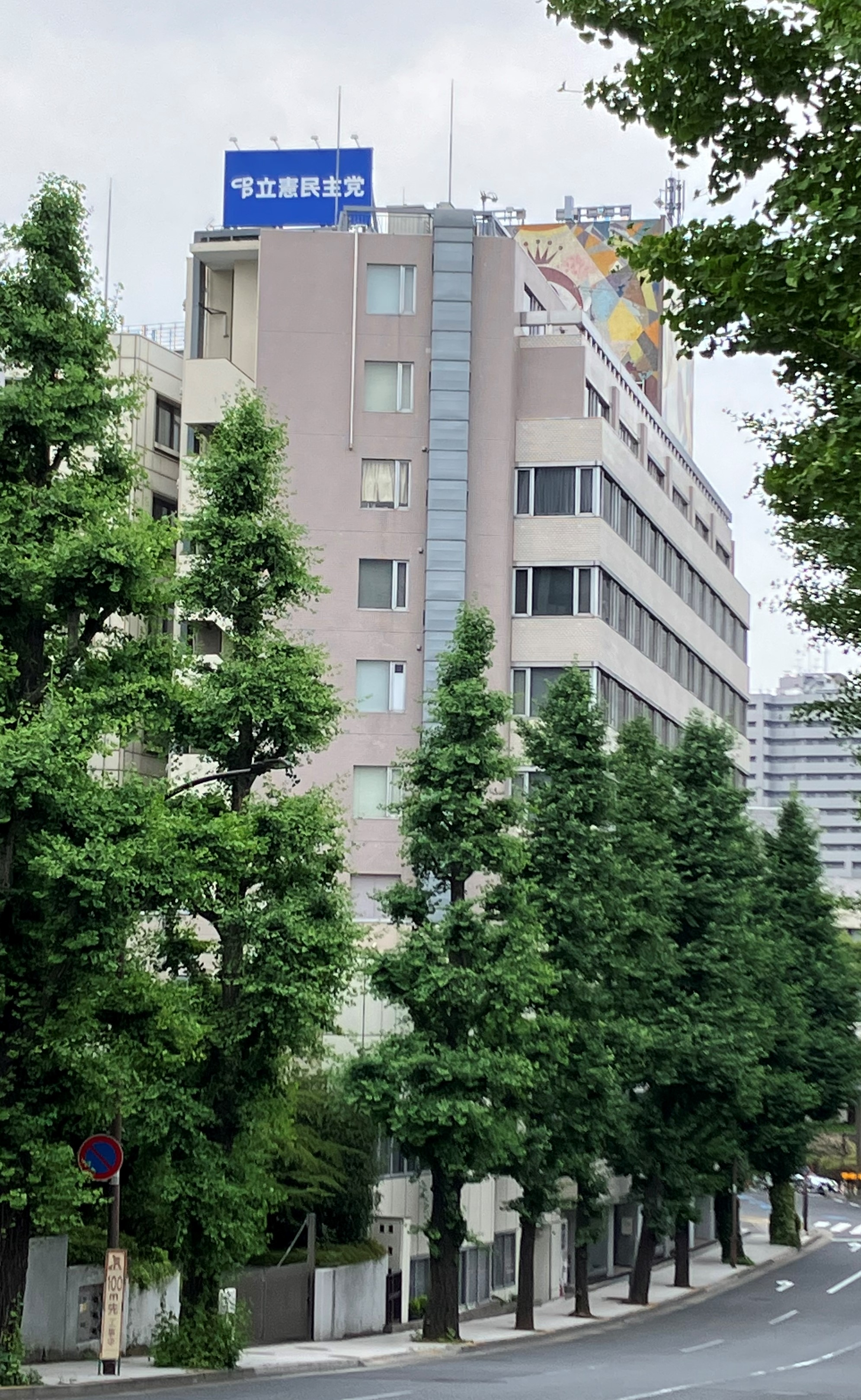
Trụ sở Đảng Dân chủ Lập hiến tại Tokyo.

Đảng Dân chủ Lập hiến (tiếng Nhật:立憲民主党, Rikken-Minshutō), còn được gọi là Lập Dân Đảng (立民党, Ritsumintō) hoặc Lập Dân (立民 Ritsumin), thường được viết tắt theo tiếng Anh là CDP (Constitutional Democractic Party), là một đảng phái chính trị tiến bộ và là đảng đối lập lớn nhất ở Nhật Bản.
Đảng Lập Dân được thành lập bởi sự hợp nhất của đảng Dân chủ Lập hiến trước đây được thành lập vào năm 2017 và Đảng Dân chủ Quốc dân được thành lập vào năm 2018.